# Entebbe
Entebbe é uma cidade de Uganda. Em 2021, a cidade contava com cerca de 62 969 habitantes. Ela está situada numa península da margem norte do lago Victoria, a uma altitude de 1 140 metros, a 35 km sudoeste da atual capital, Campala. Entebbe é uma das cidades mais próximas da linha do equador, a uma latitude de aproximadamente 0° 2' norte.
Na língua luganda, Entebbe significa "a sede", provavelmente porque era lá que um chefe buganda tinha por hábito tomar decisões de justiça.
Entebbe tornou-se o centro administrativo e comercial do Protetorado de Uganda, sob administração britânica a partir de 1893, em acordos assinados por Gerald Portal, administrador da colônia. Entebbe foi a capital do Uganda até 1962.

## Infraestrutura
Encontram-se na cidade o jardim botânico nacional, o jardim zoológico nacional e o Instituto de Pesquisa Viral de Uganda (UVRI).

### Transportes
A cidade é conhecida pelo Aeroporto Internacional de Entebbe, o único internacional do país. Foi lá que ocorreu em 1976 a célebre Operação Entebbe, conduzida pelos israelenses sob o comando de Yonatan Netanyahu, para liberar os reféns do voo Air France 139.